# Adams County, Pennsylvania
Adams County är ett administrativt område i delstaten Pennsylvania i USA, med 101 407 invånare. Den administrativa huvudorten (county seat) är Gettysburg, som också är största staden.

## Politik
Adams County tenderar att rösta på republikanerna i politiska val.
Republikanernas kandidat har vunnit rösterna i countyt i samtliga presidentval sedan valet 1968. I valet 2016 vann republikanernas kandidat med 65,5 procent av rösterna mot 29,6 för demokraternas kandidat.

## Geografi
Enligt United States Census Bureau har countyt en total area på 1 351 km². 1 347 km² av den arean är land och 4 km² är vatten.

## Angränsande countyn
- Cumberland County - norr
- York County - öst
- Carroll County, Maryland - i sydost
- Frederick County, Maryland - sydväst
- Franklin County - väst